# Робокоп (филм, 2014)
Робокоп (на английски: RoboCop) е американски супергеройски филм от 2014 г. на режисьора Хосе Падиля, по сценарий на Джошуа Зетумър, Едуард Нюмайкър и Майкъл Минър. Римейк е на едноименния филм от 1987 г. и четвъртата част от едноименната поредица, който също е написан от Нюмайкър и Минър. Във филма участват Джоел Кинаман като едноименния герой, с Гари Олдман, Майкъл Кийтън, Самюъл Джаксън, Аби Корниш и Джаки Ърл Хейли в поддържащи роли. Премиерата на филма е на 12 февруари 2014 г. в САЩ.

## Филми от поредицата за „Робокоп“
Поредицата „Робокоп“ включва 4 филма:
- Робокоп (1987)
- Робокоп 2 (1990
- Робокоп 3 (1993)
- Робокоп (2014)